# Bettancourt-la-Longue

Bettancourt-la-Longue este o comună în departamentul Marne, Franța. În 2009 avea o populație de 88 de locuitori.